# Marie-Ange Debon
Pour les articles homonymes, voir Debon.
Marie-Ange Debon, née le 18 mai 1965 à Boulogne-Billancourt, est une dirigeante d'entreprise française.

## Biographie

### Formation
Diplômée d’HEC Paris (1986) et de l’ENA (promotion Jean Monnet, 1990), elle est également titulaire d’une maîtrise de droit.

### Carrière
Marie-Ange Debon débute en 1990 comme magistrat à la Cour des comptes. Elle rejoint ensuite France 3 en tant que directrice de la gestion puis directrice générale adjointe, chargée des Ressources. En 1998, elle intègre le groupe Thomson au poste de directrice financière adjointe, puis à compter de juillet 2003 de secrétaire générale.
Marie-Ange Debon rejoint le groupe Suez en 2008 en tant que secrétaire générale, responsable du juridique et de l'audit. En 2009, elle prend également la responsabilité des Projets Eau et Propreté, des Systèmes d'Information, des Risques / Investissements, des Assurances et des Achats.
En avril 2013, elle est nommée directrice générale adjointe de Suez chargée de l'International.
De mars 2018 à décembre 2019, elle occupe la fonction de directrice générale adjointe de Suez chargée de la France, de l'Italie et de l'Europe centrale et orientale.
En juillet 2020, elle est nommée présidente du directoire de Keolis, un des leaders français de la gestion de réseaux de transports en commun. Elle prend ses fonctions le 24 août 2020.

### Mandats d'administratrice
Marie-Ange Debon est administratrice indépendante de TechnipFMC depuis 2010. Elle en est également présidente du comité d'audit.
En mai 2018, elle devient administratrice indépendante d'Arkema. En novembre 2019, elle est nommée administratrice indépendante de la Française des jeux (FDJ), et présidente du comité RSE.

### Autres mandats
Marie-Ange Debon a été membre du collège de l'Autorité des marchés financiers de 2008 à 2014.
Investie au MEDEF, elle a été présidente de la commission Droit de l'Entreprise du MEDEF entre 2009 et 2013, avant de devenir en 2016 vice-présidente du MEDEF International. Elle y préside aussi le Conseil de chefs d'entreprise France-Azerbaïdjan,, et co-préside le Club des chefs d'entreprises France-Maroc.
Marie-Ange Debon est également membre de la Commission trilatérale.
Le 17 juin 2021, elle est élue à l'unanimité présidente de l'Union des transports publics et ferroviaires (UTP) par le conseil d'administration de l'organisation pour un mandat de deux ans. Elle succède ainsi à Thierry Mallet, PDG de Transdev et président de l'UTP de juin 2017 à juin 2021.

## Prix et distinctions
- Chevalière de l'ordre national du Mérite, par décret du 15 mai 2006[12], promue au grade d'Officier, par décret du 18 novembre 2017 [13].
- Chevalière de la Légion d'honneur, par décret du 2 avril 2010[14].

## Ouvrage
- Économie de l'Intégration Européenne, PUF, décembre 1994  - Marie-Ange Debon, Frédéric Lemoine, Pierre Merviel[15].